# Crockett
Crockett és una concentració de població designada pel cens dels Estats Units a l'estat de Califòrnia. Segons el cens del 2000 tenia 3.194 habitants.

## Demografia
Segons el cens del 2000, Crockett tenia 3.194 habitants, 1.491 habitatges, i 848 famílies. La densitat de població era de 245,2 habitants per km².
Dels 1.491 habitatges en un 21,9% hi vivien nens de menys de 18 anys, en un 40,1% hi vivien parelles casades, en un 11,3% dones solteres, i en un 43,1% no eren unitats familiars. En el 34,6% dels habitatges hi vivien persones soles l'11,1% de les quals corresponia a persones de 65 anys o més que vivien soles. El nombre mitjà de persones vivint en cada habitatge era de 2,14 i el nombre mitjà de persones que vivien en cada família era de 2,75.
Per edats la població es repartia de la següent manera: un 18,5% tenia menys de 18 anys, un 5,9% entre 18 i 24, un 30,6% entre 25 i 44, un 30,1% de 45 a 60 i un 15% 65 anys o més.
L'edat mediana era de 42 anys. Per cada 100 dones de 18 o més anys hi havia 93,7 homes.
La renda mediana per habitatge era de 48.574 $ i la renda mediana per família de 66.174 $. Els homes tenien una renda mediana de 46.311 $ mentre que les dones 31.204 $. La renda per capita de la població era de 27.469 $. Entorn del 4,8% de les famílies i el 7,4% de la població estaven per davall del llindar de pobresa.

## Poblacions més properes
El següent diagrama mostra les poblacions més properes.